# Samuel G. French
Samuel Gibbs French (22 november 1818 – 20 april 1910) was een beroepsmilitair en diende tijdens de Mexicaans-Amerikaanse Oorlog. In 1856 nam hij ontslag uit het leger om een plantage te beheren. Toen de Amerikaanse Burgeroorlog uitbrak nam hij opnieuw dienst in het Confederate States Army en werd uiteindelijk bevorderd tot generaal-majoor. 

## Vroege jaren
French werd geboren op 28 november 1818 in Mullica Hill, New Jersey. Hij was de tweede zoon van Samuel en Rebecca Clark-French. Hij bracht zijn jeugd door op de boerderij van zijn ouders en liep school aan de Harmony School. Daarna volgde hij nog les aan de Burlington Academy in Burlington, New Jersey. Op 22 maart 1839 werd hij toegelaten tot de United States Military Academy in West Point. Hij studeerde af in 1843 met verschillende toekomstige generaals waaronder Christopher C. Augur, William B. Franklin, Franklin Gardner, Ulysses S. Grant, Charles Smith Hamilton, Henry M. Judah, John J. Peck, Joseph J. Reynolds, Roswell Ripley en Frederick Steele. Hij werd benoemd tot gebrevetteerd tweede luitenant en ingedeeld bij de 3rd U.S. Artillery. Samen met zijn regiment diende hij in verschillende forten en garnizoenen waaronder Fort Macon, North Carolina, Washington, D.C., West Point en Fort McHenry in Baltimore.

## Mexicaans-Amerikaanse oorlog
In augustus 1845 vertrok French met een zeilboot uit Baltimore om samen met majoor Samuel Ringgolds bereden artillerie zich aan te melden bij het Army of Occupation. Dit leger werd aangevoerd door generaal Zachary Taylor en bevond zich in Aransas Pass, Texas.
Toen de Mexicaans-Amerikaanse Oorlog uitbrak en Taylor Mexico binnentrok, nam French deel aan de Slag bij Palo Alto en de Slag bij Resaca de la Palma. Op 18 juni 1846 werd hij bevorderd tot tweede luitenant. Enkele maanden later, tijdens de Slag bij Monterry, had hij een artilleriebatterij onder zijn bevel. Voor zijn inzet en moed werd hij op 23 september 1846 bevorderd tot gebrevetteerd eerste luitenant. Tijdens de Slag bij Buena Vista raakte hij gewond in zijn dij, maar weigerde het slagveld te verlaten. Hij bleef bij zijn manschappen. Hij werd naar huis gestuurd om te genezen. Als dank hiervoor werd hij bevorderd tot gebrevetteerd kapitein.

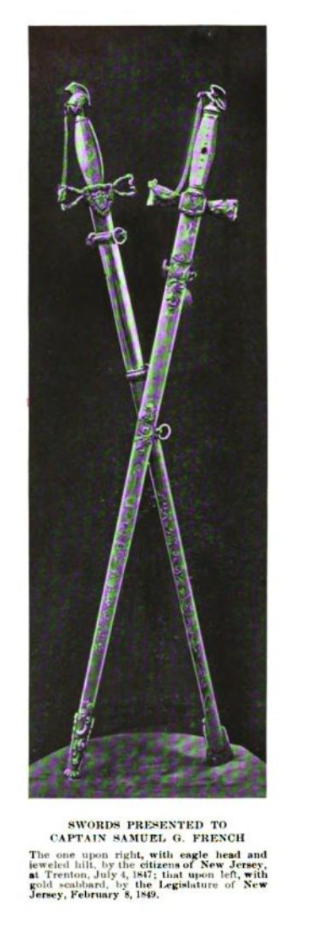
Als erkenning voor zijn diensttijd en prestaties tijdens de Mexicaans-Amerikaanse oorlog overhandigden de burgers en politieke leiders van New Jersey twee ceremoniële zwaarden aan French.

Op 4 juli 1847 ontving French een ceremonieel zwaard van de burgers van New Jersey als erkenning voor zijn prestaties tijdens de oorlog. Het zwaard droeg een inscriptie met de volgende boodschap: "voor uitmuntende prestaties tijdens de veldslagen van Palo Alto, Resaca de la Palma en Buena Vista". Op 9 februari 1849 zou hij een tweede zwaard krijgen nadat de New Jersey Legislature een motie had aangenomen om zijn prestaties te eren. Op het tweede zwaard stond "Voor dapperheid tijdens de veldslagen van Palo Alto, Resaca de la Palma en Monterrey. Voor zijn uitmuntende prestaties bij Buena Vista werd hij bevorderd tot kapitein".
Hij werd lid van de Aztec Club of 1847, een veteranenvereniging voor officieren. Op 12 januari 1848 werd hij bevorderd tot volwaardig kapitein en kreeg hij een aanstelling in de generale staf als assistent-kwartiermeester. Hij werkte samen met zijn voormalige klasgenoot Rufus Ingalls.  In 1849 en 1851 voerde hij expedities aan naar de Republiek Texas en werd op eigen verzoek in 1854 overgeplaatst naar Fort Smith in Arkansas. Hij nam ontslag uit het leger in mei 1856 om een plantage te beheren die hij via zijn huwelijk met Eliza Mathilda Roberts gekregen had. De plantage lag langs de Deer Creek bij Greenville, Mississippi.

## Amerikaanse Burgeroorlog

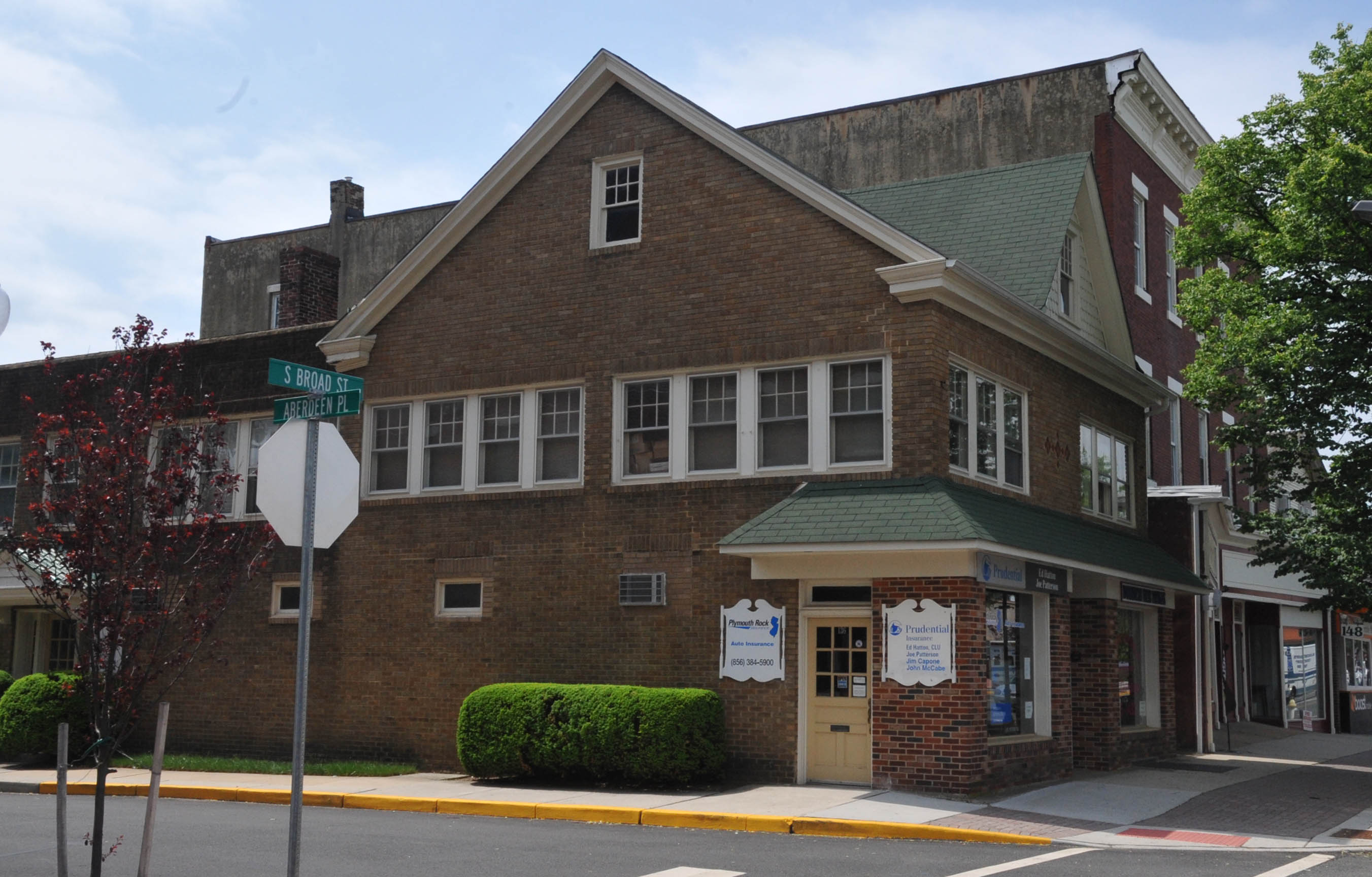
De zomerresidentie van French in Woodbury, New Jersey waar manifestanten het huis aangevallen hebben toen bekend werd gemaakt dat French voor de Zuidelijke staten gekozen had.

In de begindagen van de Amerikaanse Burgeroorlog koos French de kant van de Zuidelijke Staten. Toen dit bekend raakte, bestormden boze medeburgers zijn zomerhuis in Woodbury, New Jersey waarbij enkele meubels uit het raam werden gegooid en een pop, die French moest voorstellen, in brand werd gestoken.
Op 12 februari 1861 werd hij benoemd tot luitenant-kolonel en chief of ordnance (chef van de aankoopdienst) in het Army of Mississippi. Op 23 oktober 1861 werd hij bevorderd tot brigadegeneraal. Hij kreeg de taak toegewezen om de Potomac te verdedigen ter hoogte van Evansport, Virginia. Hij bouwde hiervoor Camp French nabij Qauntico.
Tussen 21 juli 1862 en juni 1863 stond hij aan het hoofd van het Departement of North Carolina and Southern Virginia. Hier coördineerde hij de verbetering en versterking van Fort Fisher en liet hij Fort St. Philips (die later Fort Anderson zou genoemd worden) bouwen in Brunswick Town om Wilmington, North Carolina te beschermen.
Op 4 juli 1862 voerde hij een aanval uit op Harrisons Landing en op 22 september op Suffolk, Virginia.  Op 22 oktober 1862 kreeg French een promotie tot generaal-majoor  met terugwerkende kracht vanaf 31 augustus. In april 1863 stond hij aan het hoofd van een divisie in het korps van luitenant-generaal James Longstreet tijdens het Beleg van Suffolk. Zijn divisie nam deel aan de aanval op Hill's Point, maar French weigerde om Fort Huger aan te vallen. Hij was ervan overtuigd dat de Noordelijken het fort zouden opgeven omdat ze geen ondersteuning kregen. Longstreet was hier niet mee opgezet en probeerde French zijn divisie af te nemen. Dit werd echter geweigerd door president Jefferson Davis.
French werd naar het westelijk front gestuurd waar hij het bevel kreeg over een divisie onder generaal Joseph E. Johnston die vanuit Jackson, Mississippi een ontzettingsmacht wou sturen om het Beleg van Vicksburg te doorbreken.Tussen 4 augustus en oktober 1863 werd French op ziekteverlof gestuurd om te genezen van dysenterie. Na zijn herstel diende hij tussen december 1863 en mei 1864 onder luitenant-generaal Leonidas Polk. Daarna maakte hij deel uit van het Army of Tennessee en vocht hij tussen mei en september 1864 mee tijdens de Atlantaveldtocht en de Slag bij Kennesaw Mountain. 
Na de val van Atlanta op 5 oktober 1864 kreeg de divisie van French het bevel van luitenant-generaal John Bell Hood om Allatoona Pass in te nemen om zo de aanvoer-en communicatielijnen van het Noordelijke leger onder leiding van generaal-majoor William T. Sherman af te snijden. Tijdens de daaropvolgende Slag bij Allatoona slaagde French er niet in om het Noordelijke garnizoen onder leiding van brigadegeneraal John M. Corse te verjagen. Toen de Noordelijken versterkingen kregen, brak French de aanvallen af en trok hij zijn divisie terug naar New Hope Church waar hij opnieuw aansluiting zocht bij het leger van Hood. Twee van de brigades van French leden zware verliezen tijdens de Tweede Slag bij Franklin waarbij meer dan één derde gedood, gewond of vermist raakte. Het oog van French raakte geïnfecteerd waarbij hij bijna zijn zicht verloor. Hij droeg net voor de Slag bij Nashville het bevel over aan Claudius W. Sears. en keerde terug naar huis om te genezen waar hij tot februari 1865 bleef. Hij keerde kort terug in actieve dienst om de verdediging van Mobile, Alabama op zich te nemen. Hij gaf zich samen met zijn troepen over in april 1865. Korte tijd later werd hij vrijgelaten uit krijgsgevangenschap.

## Latere jaren

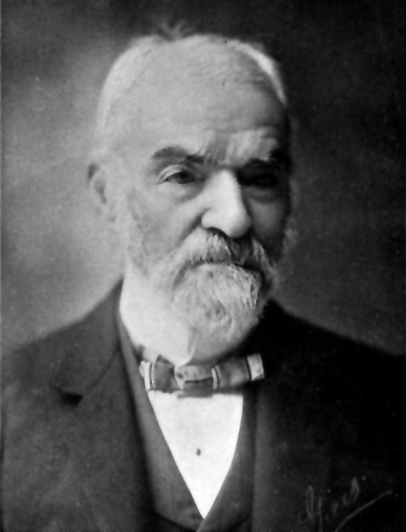
Een foto van French uit zijn autobiografie die werd gepubliceerd in 1901

Na de oorlog keerde hij terug naar zijn plantage in Mississippi. Hij bracht een jaar door in Woodbury waar hij voor een spoorwegmaatschappij werkte. Hij woonde enkelen jaren in Columbus, Georgia en verhuisde in 1881 naar Winter Park in Florida waar hij in een sinaasappelboomgaard investeerde. In 1895 verhuisde hij naar Pensacola, Florida waar hij dicht bij zijn dochter een huis vond. 
In 1898, toen hij 79 jaar oud was, gaf hij zich op als vrijwilliger voor de Spaans-Amerikaanse Oorlog. Zijn aanbod werd vriendelijk afgewezen door president 
William McKinley.
Hij publiceerde in 1901 zijn memoires, Two Wars. In dit boek was hij kritisch voor gouverneur John J. Pettus en de Zuidelijke generaals William J. Hardee, Hood en Leonidas Polk. French schoof de verantwoordelijkheid voor de oorlog volledig af op de Noordelijke staten en hield vol dat de Noordelijken een vergoeding moesten betalen voor het vrijlaten van slaven.
French huwde twee maal in zijn leven. De eerste keer met Eliza Matilda Roberts op 26 april 1853. Ze hadden samen een dochter en een zoon die samen met zijn moeder overleed op 13 juni 1857 in het kraambed.  Op 12 januari 1865 huwde hij met Mary Fontaine Abercrombie. Ze overleed op 16 mei 1900 in Atlanta, Georgia. Ze hadden drie kinderen samen.
French overleed op 20 april 1910 in Florala, Alabama toen hij op bezoek was bij zijn zoon.  Hij werd begraven op het St. John's Cemetery in Pensacola. Zijn lichaam werd in zowel de Noordelijke als Zuidelijke vlag gewikkeld. Zijn familie plaatste ook een cenotaaf in de  Laurel Hill Cemetery in Philadelphia, Pennsylvania.

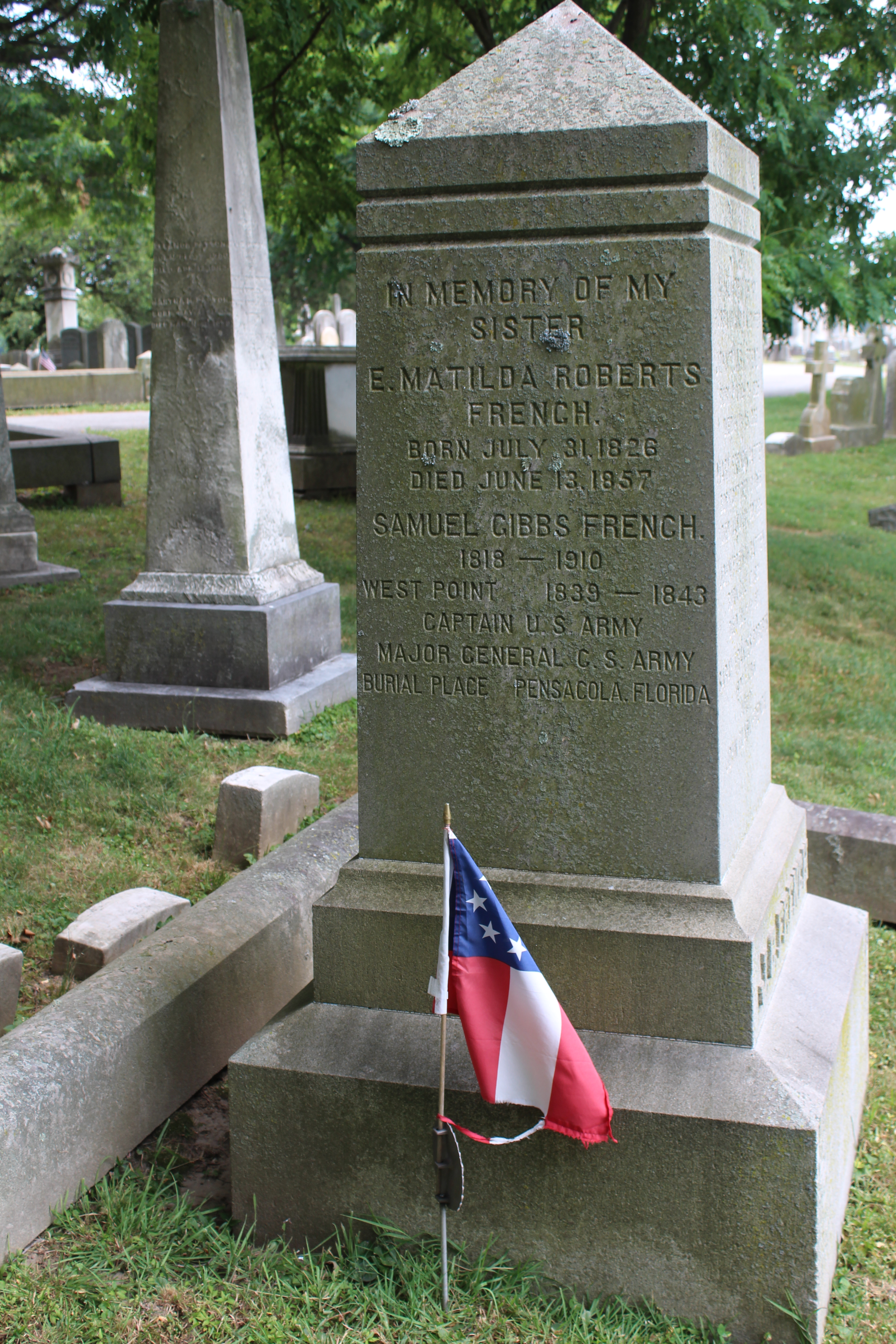
De cenotaaf voor Samuel Gibbs French Laurel Hill Cemetery, Philadelphia, Pennsylvania

## Nalatenschap
Tijdens de Tweede Wereldoorlog werd een Libertyschip naar hem vernoemd, de SS Samuel G. French. 